# Ольшанка (Тернопольская область)
Ольшанка (укр. Вільшанка) — село в Зборовской городской общине Тернопольского района Тернопольской области Украины.
Код КОАТУУ — 6122689802. Население по переписи 2001 года составляло 218 человек.
До 2020 года входило в Зборовский район.

## Географическое положение
Село Ольшанка находится у истоков небольшой реки Главная Стрыпа,
ниже по течению на расстоянии в 2,5 км расположено село Футоры.

## История
- 1790 год — дата основания.

## Объекты социальной сферы
- Школа I ст.